# Alex Nyarko
Alexander « Alex » Nyarko (né le 15 octobre 1973 à Accra) est un footballeur international ghanéen qui jouait au poste de milieu de terrain défensif.

## Biographie
International ghanéen, il dispute deux phases finales de Coupes d'Afrique des nations en 1998 et 2000. Il remporte la Coupe de la Ligue en 1999 avec le RC Lens.
Arrivant à l'été 1998 au RC Lens, il est une des révélations de l'équipe lors de la saison 1998-1999 et participe activement au parcours des artésiens lors de la campagne en Coupe de l'UEFA (1/2 finale perdue face à Arsenal Football Club) la saison suivante. 
Parti en Angleterre en 2000, il est ensuite prêté à Monaco, puis au PSG. 
Il raccroche les crampons en 2007 alors qu'il est sous contrat avec son club d'Yverdon-Sport FC, dans le but de se consacrer à ses croyances religieuses. 
Actuellement, Alex Nyarko co-entraîne un club amateur en Suisse, le SV Sissach

## Clubs
- 1992-1993 :  Asante Kotoko
- 1993-1994 :  Dawu Youngstars
- 1994-1995 :  Sportul Studenţesc
- 1995-1997 :  FC Bâle
- 1997-1998 :  Karlsruher SC
- 1998-2000 :  RC Lens
- 2000-2004 :  Everton
- 2001-2002 : →  AS Monaco (prêt)
- 2002-2003 : →  Paris SG (prêt)
- 2005-2006 :  IK Start
- 2006-2007 :  Yverdon-Sport FC

## Palmarès
- Vainqueur de la Coupe de la Ligue en 1999 avec Lens
- Médaille de bronze aux J.O. de 1992 avec le Ghana

## Anecdote
- Il est l'oncle du défenseur Jerry Vandam.